# Верралл, Айша
Айша Дженнифер Верралл (англ. Ayesha Jennifer Verrall) — новозеландский политик, врач-инфекционист и автор научных исследований по туберкулёзу. Член Лейбористской партии в парламенте страны, министр безопасности пищевых продуктов, министр по делам пожилых людей, заместительница министра здравоохранения и заместительница министра исследований, науки и инноваций.
Во время пандемии COVID-19 представила рекомендации в отношении отслеживания контактов заболеваемых.

## Ранняя жизнь
Родилась в Инверкаргилле, выросла в Те-Анау. Её мать Лати была первой эмигранткой из Мальдив, сдавшая Кембриджские экзамены по английскому языку и учившаяся в Новой Зеландии на степендию. Айша была названа в честь своей бабушки, которая умерла, когда Лати исполнилось два года.
Верралл училась на медицинский факультете Университета Отаго, где в 2004 году получила степень бакалавра медицины. В 2001 году она была президентом ассоциации студентов своего университета, а в 2003 году была во главе журнала  Новозеландского студенческого медицинского журнала
.
Позже она изучала тропическую медицину, биоэтику и теорию международного здравоохранения в Великобритании, Сингапуре и Перу. Верралл получила степень магистра в Лондонской школе гигиены и тропической медицины, а также диплом в Алабамском университете.
В 2018 году Айша получила PhD за научную работу об эпидемиологии туберкулёза в Университете Отаго при сотрудничестве с Паджаджаранским университетом и Университетом Неймегена. В своей работе она исследовала иммунный ответ индонезийцев на Mycobacterium tuberculosis, которые, по всей видимости, были устойчивы к этим бактериями с рождения.

## Карьера
До политической карьеры Айша преподавала микробиологию (молекулярную медицину) студентам-медикам в Университете Отаго и изучала эпидемиологию туберкулеза и иммунологию в общем. Позже она работала в Департаменте здравоохранения столичного и прибрежного округов Веллингтона, а на местных выборах в 2019 году стала его членом правления.
Она состояла в Лейбористской партии Новой Зеландии, когда была назначена министром здравоохранения Дэвидом Кларком заместителем председателя правления. Верралл давала национальному правительству рекомендации касательно вакцинаций и вспышек заболеваний. Во время вспышки кори в стране в 2019—2020 году она выступала за увеличение государственного финансирования на вакцинацию населения и недопущение будущих вспышек.
В марте 2020 года, во время пандемии COVID-19, она призывала правительство страны немедленно изменить способ учёта больных COVID-19, чтобы получить точные данные о распространении вируса среди населения. Она предлагала тестировать не только больных, но и обычных людей, а также тщательно отслеживать контакты. В то время министерство здравоохранения отслеживало контакты до 50 человек в день, а Вирралл призвала отслеживать до 1000 человек за счёт увеличения числа сотрудников ведомства и инвестирования в технологии, которые позволили бы делать это моментально.
Позже министерство поручило компании Айши провести независимый аудит программы отслеживания контактов. В начале апреля отчёт был представлен в министерство, а 20 апреля — публике. Было выявлено несколько недостатков (самый главный — «недоукомплектованность кадрами») и даны рекомендации по их устранению. Министерство исходя из этого документа разработало национальную автоматизированную систему отслеживания контактов. В июне 2020 года Всемирная организация здравоохранения пригласила Верралл рассказать о своём отчёте как о передовой практике.

### Политическая карьера
В июне 2020 года была объявлено, что Верралл будет баллотироваться в парламент Новой Зеландии от Лейбористской партии. Она была 17-я в партийном списке, что гарантировало ей победу.
17 октября состоялись парламентские выборы и партия получила 50 % — Верралл была избрана в депутаты. Новостное издание Newshub назвало Айшу потенциальным кандидатом на пост министра здравоохранения.
В ноябре 2020 года она стала министром по делам пожилых людей и министром безопасности пищевых продуктов, заместительница министра здравоохранения и заместительница министра исследований, науки и инноваций. В апреле 2021 года она исполняла обязанности министра охраны природы, пока Кири Аллан был в отпуске из-за болезни.